# Club Deportivo Cajamadrid (handbol)
La secció d'handbol del Club Deportivo Cajamadrid fou un club d'handbol espanyol de la ciutat d'Alcalá de Henares. A més de l'handbol, el club tenia secció de basquetbol i un equip ciclista amateur.

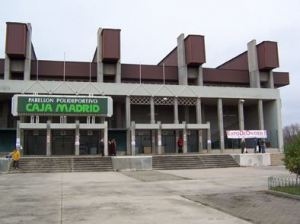
Pavelló Cajamadrid.

L'any 1979 la Caja de Ahorros y Monte de Piedad de Madrid va comprar els drets federatius del club BM Banco Ibérico de Madrid, que jugava a segona divisió. L'any següent ascendí a divisió d'honor. L'any 1990 fou membre fundador de la Lliga ASOBAL.
L'any 1991 desaparegué i la seva estructura esportiva passà al Club Juventud Alcalá.